# Sarsen
Las piedras sarsen son bloques de arenisca que se encuentran  en el Reino Unido en Salisbury Plain y Marlborough Downs en Wiltshire; en Kent y en pequeñas cantidades en Berkshire, Essex, Oxfordshire, Dorset y Hampshire. Son los restos posglaciales de una capa de silicio cenozoico que una vez cubrió gran parte del sur de Inglaterra: una roca densa y dura creada a partir de arena unida por un cemento de sílice, lo que la convierte en una especie de arenisca silicificada. Se cree que esto se formó durante la meteorización del Neógeno en el Cuaternario, por la silicificación de los sedimentos del Grupo Lambeth del Paleoceno Superior como resultado de la lixiviación ácida.
La palabra «sarsen» es un acortamiento de «piedra Saracen», la cual surgió en el dialecto Wiltshire. Saracen era un nombre común para los musulmanes, y llegó a ser utilizada para todo lo que no se considera cristiano, ya fuera musulmán, pagano, celta u otro.

## Usos
Los constructores de Stonehenge utilizaron estas piedras para la llamada Piedra del Talón y el Círculo de Sarsen. Avebury y muchos otros monumentos megalíticos en Inglaterra del sur también están construidos con piedras de sarsen.
Para romper la piedra en piezas de una medida adecuada para su uso en la construcción, se empleó fuego, y posteriormente explosivos. Sin embargo, las piedras de sarsen no son un material de edificación ideal; William Stukeley escribió que este material está «siempre húmedo en invierno, lo que hace que esté mojado y dañado, y pudre el mobiliario». En el caso de Avebury, los inversores que respaldaron un plan para reutilizar la piedra, se arruinaron cuando resultó que las casas que habían construido eran imposibles de vender y también propensas a incendiarse. A pesar de estos problemas, las piedras de sarsen eran muy apreciadas por su durabilidad, especialmente para escalones y piedras de bordillo.